# HQ9+
HQ9+ è un linguaggio di programmazione esoterico che consiste in sole quattro istruzioni, ognuna delle quali è rappresentata da un carattere: H, Q, 9 e +. Non è Turing completo, ma risulta altamente efficiente in talune tipologie di algoritmi.

## Istruzioni
- H stampa il testo "Hello world!"
- Q stampa una copia del codice sorgente del programma (ovvero sviluppa un quine)
- 9 stampa il testo completo di "99 Bottles of Beer"
- + incrementa il registro accumulatore

## Scopo
HQ9+, chiaramente, è un linguaggio di programmazione fasullo, creato per gioco. Ognuna delle istruzioni rappresenta un esercizio di programmazione che viene spesso dato a studenti o persone inesperte come allenamento. In alcuni linguaggi di programmazione questi esercizi possono essere alquanto difficili, ma in HQ9+ sono banali. In ogni caso, per qualsiasi programma diverso da questi esercizi, il linguaggio è praticamente inutile.

### Esempi
| Input | Output          |
| ----- | --------------- |
| H     | Hello world!    |
| HQ    | Hello world! HQ |
| QQQQ  | QQQQ            |
| Q+Q+Q | Q+Q+Q           |